# Mineralölwerk Peine
Das Mineralölwerk Peine war eine der ersten deutschen Raffinerien und später Hersteller von Schmierölen und Fette. Das Werk wurde 1881 als Verarbeiter des in Oelheim geförderten Rohöls gegründet und stellte 2000 seinen Betrieb ein.

## Geographie

### Lage
Das Werksgelände des ehemaligen Mineralölwerks Peine liegt direkt nördlich des Peiner Stahlwerks zwischen der Woltorfer Straße und der Bahnstrecke Hannover–Braunschweig. Für die Standortwahl war die Verkehrsanbindung und die Nähe zu den Ölfeldern in Oelheim von Bedeutung.

## Geschichte
Das Peiner Mineralölwerk wurde 1881 in Bremen von der Deutschen-Petroleum-Bor-Gesellschaft gegründet, ging aber schon kurz darauf an die Deutsche Petroleum-Werke AG über. Als Gründer der Deutschen-Petroleum-Bor-Gesellschaft gilt Hermann Henrich Meier. Schon kurz nach der Inbetriebnahme musste am 21. November 1881 der Betrieb der neuen Raffinerie aufgrund eines Feuers vorübergehend ausgesetzt werden. Auch entsprach das gewonnene Leuchtöl zunächst nicht der erwarteten Qualität.
Von 1894 bis zum Januar 1917 gehörte das Peiner Mineralölwerk zur F. Saigge & Cie. GmbH, welche in Köln ansässig war. In den 1890er Jahren wurden verschiedene Rohöle aus den benachbarten Fördergebieten verarbeitet. Vor allem ein Rohöl, das durch die Norddeutsche Bohrgesellschaft von Otto Sassenberg aus dem Bereich der Teerkuhlen am Kuhlenberg bei Hänigsen gefördert wurde, verursachte durch seinen hohen Schwefelanteil mehrere Unfälle durch Schwefelwasserstoff in der Raffinerie. Um 1898 ging die Ölförderung auf den umliegenden Ölfeldern zurück, weshalb man um die Jahrhundertwende verstärkt auf Importrohöle zurückgreifen musste. Bis 1914 stieg die verarbeitete Menge auf 1400 Tonnen pro Jahr an. 1916 wurde mit dem Bau einer Fettfabrik begonnen.
1917 gelangte das Werk zu den Oelwerken Julius Schindler G.m.b.H. und wurde als Mineralölwerk Peine in das Unternehmen eingegliedert.

### Zweiter Weltkrieg
Zur Zeit des Zweiten Weltkriegs waren rund 100 Mitarbeiter im Mineralölwerks beschäftigt. Da alle Ölprodukte als „kriegswichtige Güter“ eingestuft waren, wurde auch das Peiner Mineralölwerk Ziel alliierter Bombenangriffe. Am 22. Februar 1945 um 13:30 Uhr warfen Bomber zwischen 350 und 400 Fliegerbomben auf das Walzwerk der Ilseder Hütte, die Bahnanlagen und das Ölwerk. Bei dem Bombenangriff starben 44 Personen. Laut einem Bericht sollen 75 % der Werksanlagen beschädigt und 370 Tonnen Öl und Fertigprodukte ausgetreten sein.

### Nach dem Zweiten Weltkrieg
Nach dem Zweiten Weltkrieg verkauften die Oelwerke Julius Schindler das Werk an die Anglo-Persian Oil Company, welche 1954 zur BP wurde. 1952 wurde für das Mineralölwerk eine Jahreskapazität von 18.000 Tonnen Erdöl angegeben, welches vor allem aus niedersächsischen Ölfeldern stammte. Zum letzten Mal wurde 1971 eine Rohöldestillationsmenge gemeldet. Seit 1988 nannte sich das Werk BP oiltech GmbH - Werk Peine, ab 1993 BP Oil Deutschland GmbH - Zweigniederlassung Werk Peine. Zum 1. Januar 1997 wurde das Werk in ein Joint Venture mit der Mobil Oil eingebracht, in dem die Mobil Oil mit einer Beteiligungsmehrheit der Betreiber wurden. Nach einer Wirtschaftlichkeitsstudie und der Fusion der Mobil Oil mit der Exxon Corporation zur ExxonMobil im Jahr 1999 wurde das Joint Venture gelöst und die Produktion von Peine zur Gravenchon-Raffinerie in Notre-Dame-de-Gravenchon (Frankreich) verlagert. Das Werk in Peine wurde daraufhin am 22. Dezember 2000 stillgelegt. Zuletzt wurden 6000 Tonnen Schmierfett pro Jahr produziert.

### Nach der Stilllegung
Noch immer wird das Gelände von Rückständen von Öl saniert. Vor allem durch die im Zweiten Weltkrieg verursachten Schäden ist Öl ins Grundwasser gelangt. 2008 wurden die verbliebenen Fabrikgebäude abgerissen.

## Werkbahn
Die Werkbahn versorgte die Produktion mit Rohstoffen und Teile der Produkte wurden per Bahn abgefahren. Ein Gleisanschluss befand sich unmittelbar am Peiner Güterbahnhof.
| Typ                      | Baujahr | Fabriknummer | Einsatz von | Einsatz bis | Verbleib                                                              |
| ------------------------ | ------- | ------------ | ----------- | ----------- | --------------------------------------------------------------------- |
| Deutz                    | 1941    | 33265        | 19xx        | 19xx        | Verbleib unbekannt                                                    |
| Ruhrthaler Typ 45 NDL/S2 | 1941    | 2371/1941    | 1942        | 1980        | bis 2016 Denkmallok Brinker Hafen, heute bei der Steinhuder Meer-Bahn |
| Jung RK 8 B              | 1968    | 14037/1968   | 1968        | 2000        | Verschrottet 2005                                                     |